# Роговая обманка
Рогова́я обма́нка (название — калька с нем. Hornblende) — породообразующее магматическое вещество группы амфиболов подкласса ленточных силикатов сложного химического состава.
Обыкновенная роговая обманка — сложный алюмосиликат кальция, магния и железа. Образует чёрные короткостолбчатые с шестиугольным сечением кристаллы, тёмно-зелёные зернистые агрегаты, псевдоморфозы по пироксену (уралит), вкрапленные зёрна. Широко распространён, образует многие магматические и метаморфические породы. При выветривании переходит в глинистые минералы, лимонит, карбонаты.

## Название
Самым точным и сжатым образом происхождение термина «роговая обманка» определил Иван Ертов, никогда не входивший в число официально признанных российских учёных.

Роговая бленда, получившая сïе названіе потому, что въ ней находили нѣкоторое подобïе съ рогомъ, и цинковою блендою; но какъ она ни того, ни другаго несоставляетъ, то и названа обманкою.:73— Иванъ Ертовъ, «Мысли о произхождении и образовании миров», 1820
Несмотря на то, что минералогическую группу обманок составляют исключительно сульфидные минералы, роговая обманка, не содержащая в своём составе серы, не только считалась частью этой группы в XVI-XVIII веках, но и удержала за собой это название вплоть до современного времени. Важнейшую роль в толковании и упорядочении группы минералов-сульфидов сыграл Йенс Берцелиус. В своём исследовании 1843 года он образовал отдельную группу сернистых минералов, аналогичную кислородным соединениям, в основном, рудных.
Эти вещества давно уже были эмпирически объединены на основании внешних физических признаков, без какого-либо отношения к их структуре или химической формуле. Среди выделенной группы минералов Берцелиус установил сульфобазы, сульфиды, сульфосоли, селенобазы и аналогичные теллуристые соединения. То, что теория Берцелиуса в общих чертах совпала с традиционной классификацией минералогов, казалось, указывало, что выделение этих минералов в одну или в несколько близких групп было сделано, в общем, правильно.:11
Химическая теория строения сульфидов (включая минеральные) Берцелиуса в общих чертах подтвердила прежнее деление руд на блески, колчеданы и обманки, хотя и заставила внести несколько существенных поправок. В частности, пришлось удалить отсюда несколько несульфидных блесков и обманок, точнее говоря, кислородных минералов, внесенных сюда по внешним признакам. С 1843 года роговая обманка с точки зрения научной минералогии более не считалась входящей в группу обманок.:11 Между тем, все мастеровые профессии (горняки, шахтёры, геологи и металлурги) продолжали активно пользоваться этим термином.

## Минералогический статус
В настоящее время, после пересмотра каталога минералов Комиссией IMA по новым минералам, номенклатуре и классификации (CNMNC), образованной в 2006 году, роговая обманка признана морфологическим классом пород и минералом, как таковым, не считается. Название же своё сохранила как тривиальное и сугубо историческое, принадлежащее не только к истории минералогии как таковой, но равно и к истории культуры, литературы и языка.

## Месторождения
Распространена широко, но наиболее известны красивые образцы из Норвегии (Аренда), Чехии (окрестности Пльзени), Италии (лавы Везувия).